# Instone Air Line
Instone Air Line — скасована британська авіакомпанія, один з перших комерційних авіаперевізників у світі, який працював з 1919 по 1924 роки.
Разом з рядом інших перевізників була поглинена авіакомпанією Imperial Airways.

## Історія
1919 року судноплавна компанія S. Instone & Company Limited, очолювана сером Семуелем Інстоном, організувала приватні авіаперевезення з Кардіффа в Ле-Бурже (Париж) через аеродром Хонслоу в Лондоні. З квітня наступного року рейси почали здійснюватися під торговою маркою Instone Air Line. У 1920 році компанія вперше в світовій практиці перевезла по повітрю скакового коня, а з 1 січня 1922 року ввела уніформу для своїх пілотів і персоналу, можливо ставши тим самим першою авіакомпанією, що ввела службовий одяг співробітників.
У травні 1922 року Instone Air Line запустила регулярний рейс з Лондона до Кельна, закритий у жовтні 1922 року внаслідок конкуренції на маршруті.
У 1923 році урядовий комітет рекомендував всім основним авіаперевізникам країни об'єднатися в одну фінансово сильну авіакомпанію. Слідуючи цим рекомендаціям, 1 квітня 1924 року була утворена Imperial Airways, в яку увійшли активи і маршрути перевізників Handley Page Transport, Instone Air Line, Daimler Airway і British Marine Air Navigation Co Ltd.

## Флот

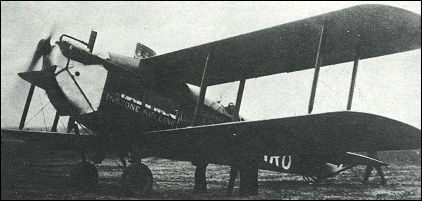
de Havilland DH.18 «Кардіфф», орендувався авіакомпанією з 1921 по 1924 роки

- Airco DH.4
- BAT K. F. 26
- Bristol Type 47 Tourer
- Bristol Type 62
- de Havilland DH.18
- de Havilland DH.34
- Vickers Vimy Commercial
- Vickers Vulcan
- Westland Limousine

## Авіаподії та інциденти
- У лютому 1923 року літак авіакомпанії отримав пошкодження на аеродромі Сен-Енглевер (департамент Па-де-Кале, Франція)[2]
- 13 серпня 1923 року de Havilland DH.34 (реєстраційний G-EBBW) здійснив аварійну посадку на аеродромі Марден (Кент) через порушення роботи паливопроводу. Літак був відремонтований та повернуто в аеропорт Кройдон[3].